# غوردون تايلور
غوردون تايلور (بالإنجليزية: Gordon Taylor)‏ (28 ديسمبر 1944 في المملكة المتحدة - ) هو نقابي ولاعب كرة قدم بريطاني في مركز جناح ‏. لعب مع برمنغهام سيتي وبلاكبيرن روفرز وبولتون واندررز ونادي بوري وفانكوفر وايتكابس.

## وصلات خارجية
- غوردون تايلور على موقع قاعدة بيانات كرة القدم.إي يو (الإنجليزية)